# Ligne de Bologne à Pagny-sur-Meuse
La ligne de Bologne à Pagny-sur-Meuse est une ligne de chemin de fer française à écartement standard qui relie les gares de Bologne, à proximité de Chaumont, et de Pagny-sur-Meuse, située entre les gares de Lérouville et Toul de l'axe entre Paris-Est et Strasbourg.
Elle constitue la ligne no 026 000 du réseau ferré national. Historiquement, elle constiuait la partie ouest de la ligne 24 (Chaumont – Épinal) ainsi que la ligne 247 (Neufchâteau – Pagny-sur-Meuse) dans l'ancienne numérotation SNCF des lignes de la région Est.

## Historique
La ligne est déclarée d'utilité publique en tant qu'itinéraire « de Chaumont à la ligne de Paris à Strasbourg » par décret impérial le 14 juin 1861. Le décret prévoit que la ligne se détache de celle de Chaumont à Blesmes « à ou près Bologne » et passe « à ou près Neufchâteau ». Par une convention signée avec le ministre des Travaux publics le 1er mai 1863, la Compagnie des chemins de fer de l'Est en reçoit la concession. Cette convention est approuvée par décret impérial le 11 juin 1863.
Dates d'ouverture :
- de Bologne à Neufchâteau, le 14 août 1867 ;
- de Vaucouleurs à Pagny-sur-Meuse, le 1er février 1873 ;
- de Neufchâteau à Vaucouleurs, le 14 avril 1873.

Fermeture aux trafic voyageurs :
- de Neufchâteau à Pagny-sur-Meuse, le 3 mars 1969 ;
- de Bologne à Neufchâteau, le 31 mai 1970.

Fermeture au trafic fret :
- de Sauvigny à Maxey-sur-Vaise, le 20 octobre 1970 ;
- de Coussey à Sauvigny, le 14 janvier 1972 ;
- de Maxey-sur-Vaise à Saint-Germain-sur-Meuse le 7 juillet 1992.

Déclassement :
- De Sauvigny à Maxey-sur-Vaise (PK 66,140 à 72,000), le 29 octobre 1970[3] ;
- de Coussey à Sauvigny, le 29 janvier 1972 ;
- de Maxey-sur-Vaise à Saint-Germain-sur-Meuse (PK : 72,600 à 88,100), le 11 décembre 1992[4].

## Caractéristiques

### Tracé et profil
Le profil est médiocre avec des déclivités de 15 mm/m entre Bologne et Neufchâteau et 13 mm/m au-delà.

## Infrastructure
La ligne était à voie unique à l'origine et a été mise à double voie (30 septembre 1878). La deuxième voie sera déposée en 1944 par l'occupation allemande afin de récupérer les rails.

### Électrification
La partie nord de la ligne a été électrifiée en 25 kV – 50 Hz entre Saint-Germain-sur-Meuse et Pagny-sur-Meuse (mise en service le 1er mars 1984) afin de desservir les carrières de pierre à chaux de Saint-Germain. La gare de Neufchâteau a été électrifiée le 8 septembre 1960 avec la mise sous tension entre Vandières et Neufchâteau (lignes de Frouard à Novéant et de Culmont-Chalindrey à Toul).

## Exploitation
Aujourd'hui, les sections entre Bologne et Rimaucourt, et de Neufchâteau à Coussey ne sont pas exploitées.
Un service de cyclo-draisines a néanmoins pris place sur la section comprise entre Bologne et Andelot exploité à partir de la gare de Chantraines.
La partie nord de la ligne reste active entre Saint-Germain-sur-Meuse et Pagny-sur-Meuse pour le trafic de pierre à chaux. Il existait jusqu'à récemment un faible trafic fret entre Neufchâteau et Rimaucourt ; cependant, certains passages à niveau de cette section ont été déferrés en 2018.

## Galerie de photographies

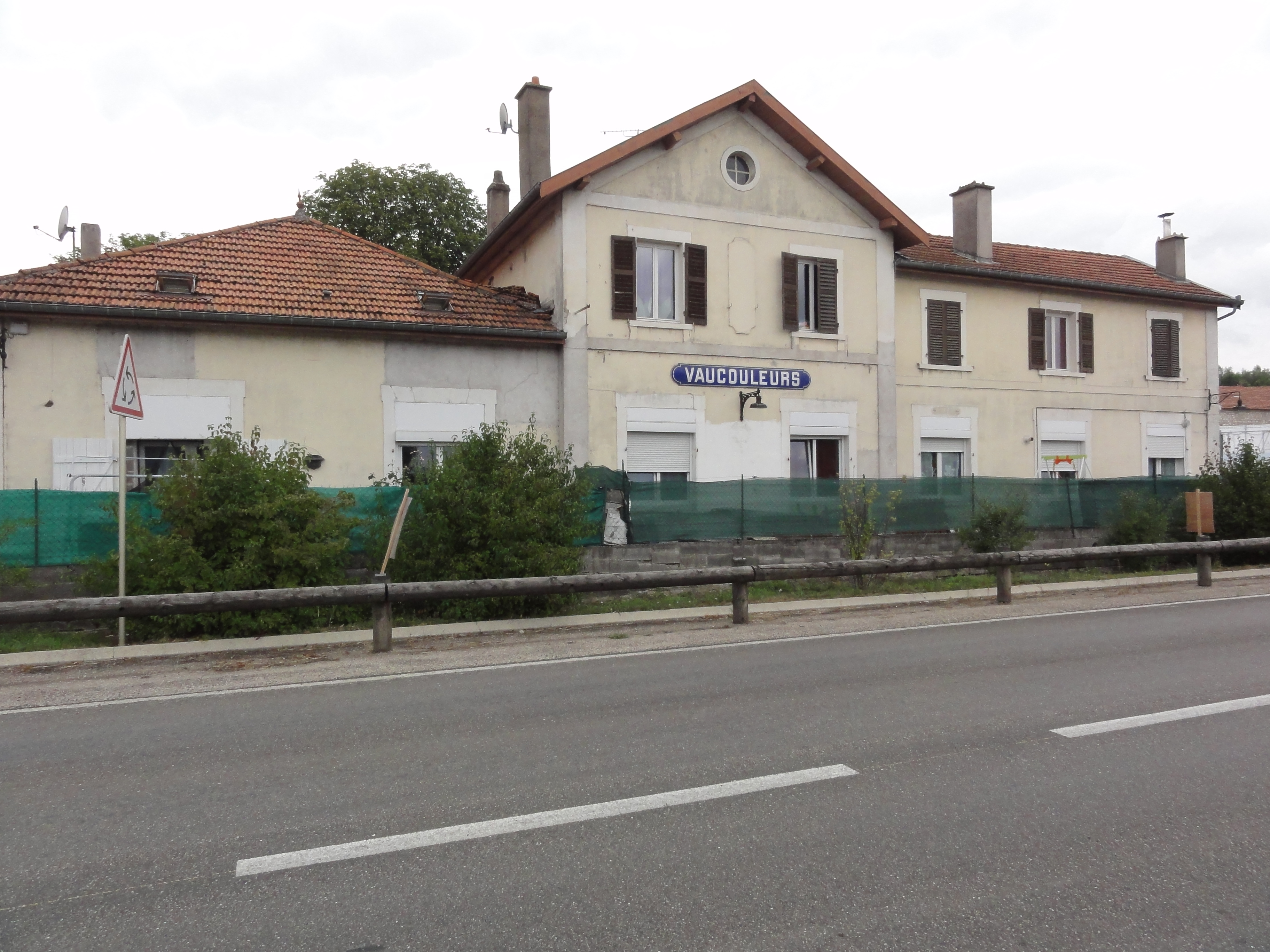
L'ancienne gare de Vaucouleurs.
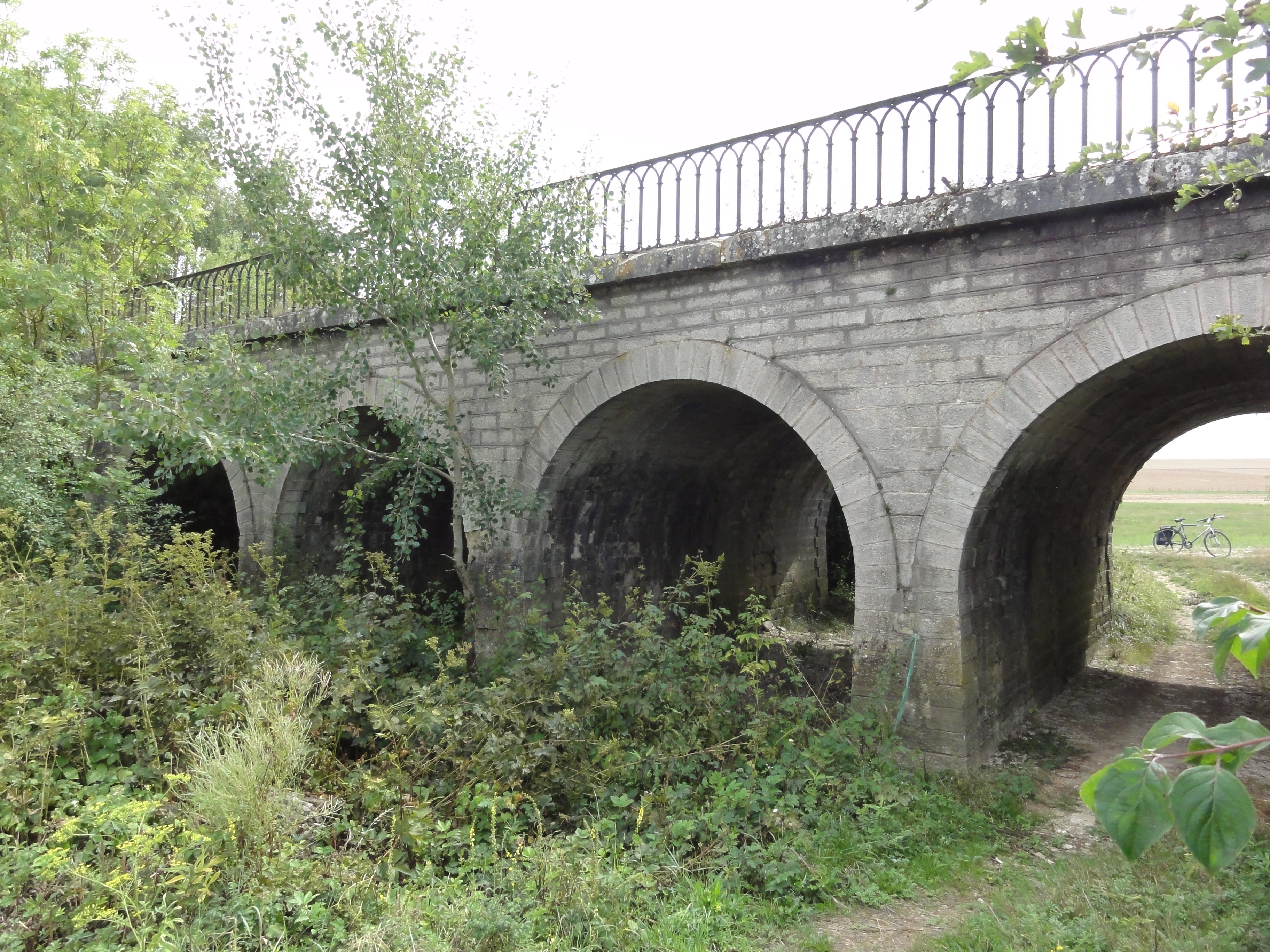
Le viaduc à quatre arches d'Ugny-sur-Meuse.
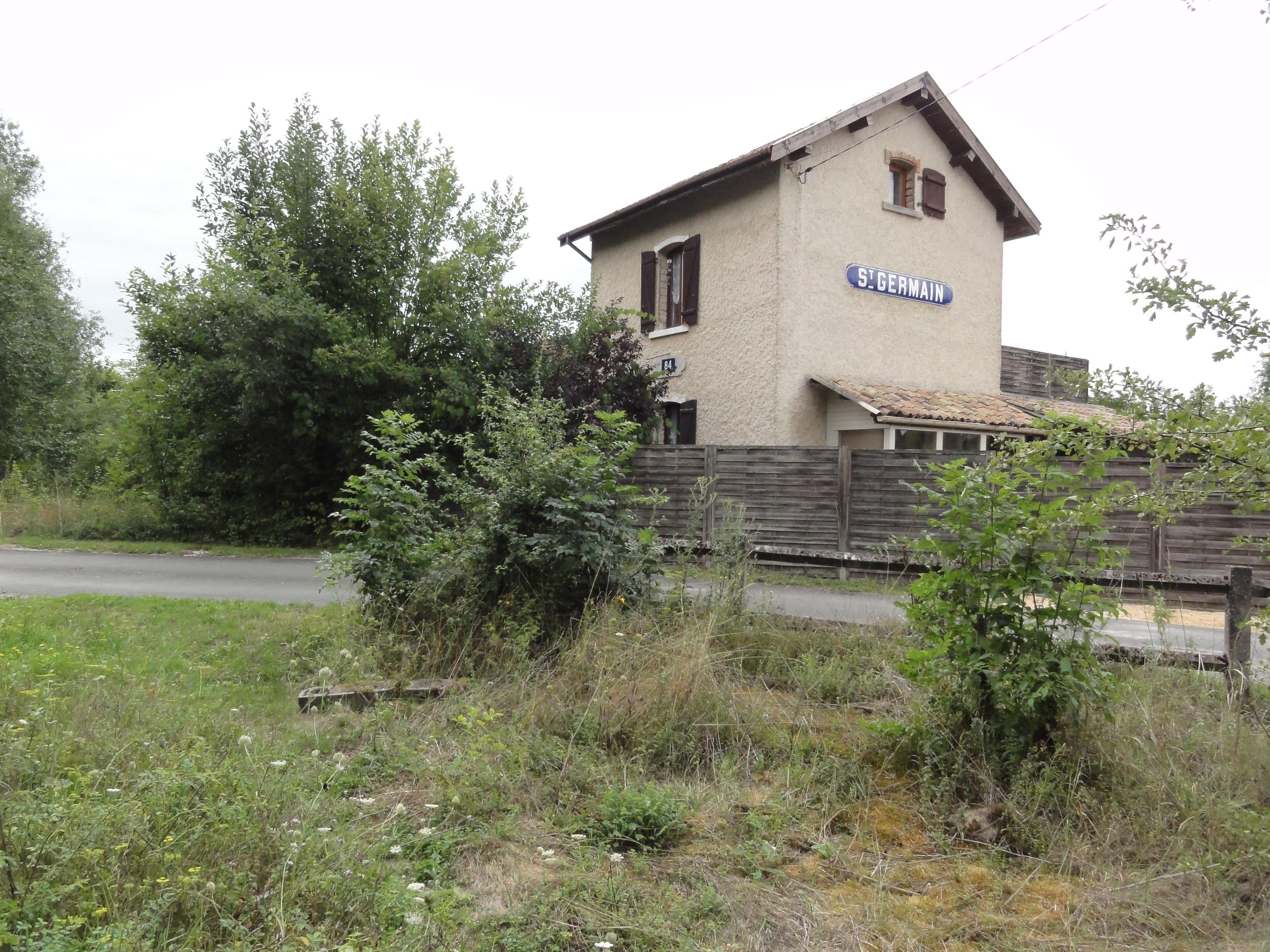
L'ancienne gare de Saint-Germain-sur-Meuse.
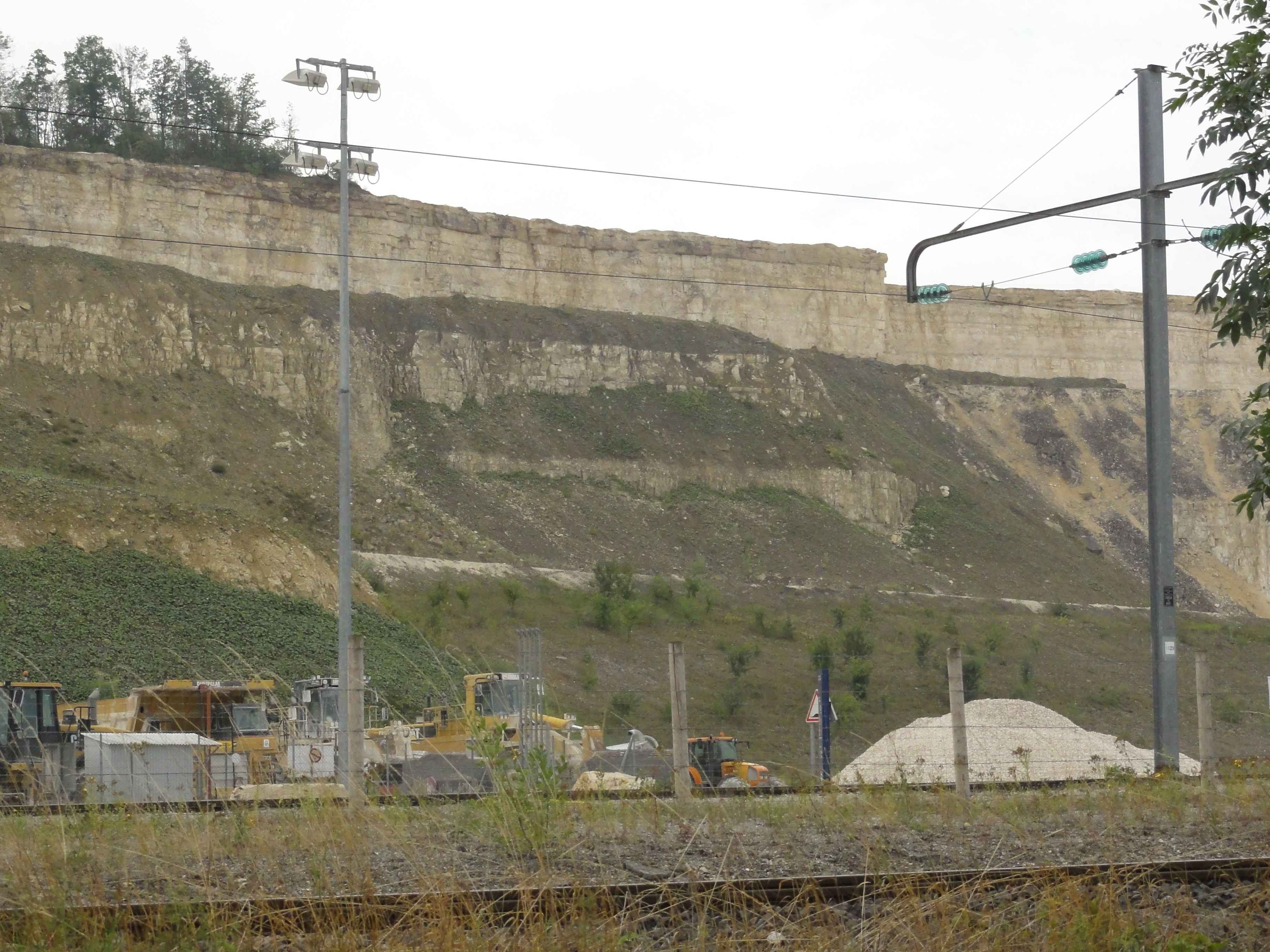
Les voies à la carrière Solvay de Saint-Germain-sur-Meuse.
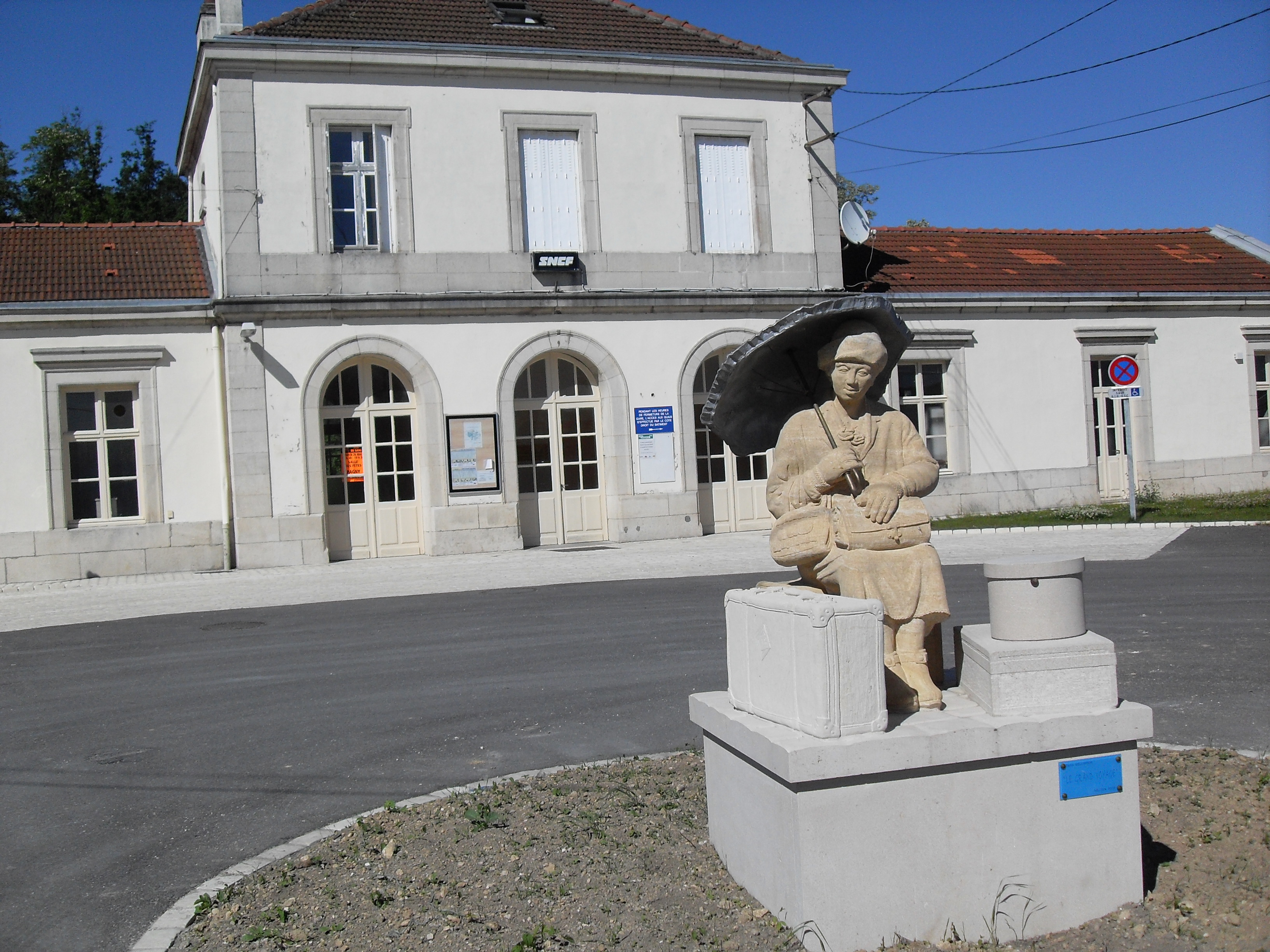
La gare de Pagny-sur-Meuse.